# Gâldău, Călărași
Gâldău este un sat în comuna Jegălia din județul Călărași, Muntenia, România.